# ひめくらす
『ひめくらす』は、藤凪かおるによる4コマ漫画作品。

## 概要
芳文社のまんがタイムきららキャラット2004年8月号から2009年1月号まで連載された。

## 作品概要
水野葵は、16歳の高校生。幼稚園の頃に男の子にいじめられたため、小学校からずっと女子校に通い、すっかり男性恐怖症。これではいけない、と共学校に転校したが、そうそう簡単に男性恐怖症が克服できるはずもなかった。
葵を応援しているのか無意識にいじめているのかわからないクラスメイトのカコ、そんな2人を一歩引いて眺めつつツッコミ役に徹するみなみ、葵が気になる男子の直江などが、葵を振り回したり葵に振り回されたりするドタバタを描く。

## 主な登場人物
水野 葵 （みずの あおい）
16歳の高校1年生。私立橘高校1年6組所属。
栗色のロングヘア。瞳も栗色。胸はBカップらしい。身体はそこそこ柔らかい。
ごく普通の明るい少女だが、幼稚園の頃に男の子にいじめられ、すっかり男性恐怖症に。
小学校からずっと女子校に通っていたが、男性恐怖症克服のため、男女共学の橘高校に転校した。
ある日、数学の教科書を忘れて別クラスの少年に借りたが、それが直江との出会いだった。
普通に登校すると校門で男子ラッシュに遭うため、毎朝かなり早く登校している。
男性でも、幼児や老人は大丈夫。年頃の青少年がダメらしい。
男子が嫌いなのではなく、理性では仲よくしたいと思っているのだが、感情がどうしても恐怖を感じてしまう。
直江とはだいぶ親しくなっているが、まだまだ男性恐怖症は治っていない。
カレーライス、焼きそばパン、コーヒー牛乳が好物。
みなみに誘われて体操部に入ったが、多数の男子にのぞかれたため、1日で退部してしまった。今のところは帰宅部。
男子との挨拶をどうすれば、とみなみに相談し、「『おいっス』とでも言っておけば?」と言われ、それ以後は相手が男子でなくても、何かと「おいっス」と挨拶する。
ふだんの昼食は、お弁当持参。
高良 カコ （たから カコ）
葵のクラスメイトの少女。葵が転校して来る前から、みなみとは親しい。
オレンジブラウンのロングヘア。リボン（初期はボンボンつきの髪ゴム）でツインテールにしている。瞳もオレンジブラウン。葵より小柄だが、胸はDカップ。身体が硬い。
元気娘だが、運動は苦手。水泳はカナヅチ。
イタズラも好きで、つい葵でいろいろ遊んでしまう。
大食い。特におごってもらえるとなると、大量に注文する。
イタズラをする時などは、目が○の中に点の状態になり、口がネコ口になる。
一応水泳部に入っているが、夏場に遊び半分でプールに入る程度の不良部員。ふだんはほとんど帰宅部同然。
風紀委員だが、立候補や推薦ではなく、ジャンケンに負けただけ。
いつも体操部を「ストリップ部」と呼び、みなみに怒られている。
体操部に入った葵を、多数の男子に混じってのぞいていた。
ふだんの昼食は、購買部で買ったパン。
鮎川 みなみ （あゆかわ みなみ）
葵のクラスメイトの少女。葵が転校して来る前から、カコとは親しい。
黒のショートヘア。瞳は濃いグレー。胸は絵柄で見る限り葵よりも小ぶり。
体操部に所属。ただし部員はみなみだけ。身体は柔らかい。
委員長。
3人の中では最も物静か。あまり感情を出さないが、ツッコミは鋭い。
実はエッチな知識の耳年増であり、ツッコミからかえって墓穴を掘ってしまうこともある。
携帯電話は持たない派。
自宅はそば屋「鮎」。休み中などには店を手伝っている。
ふだんの昼食は、お弁当持参。ただし、中身は時々自宅のそば。
直江 正人（なおえ まさと）
私立橘高校1年の少年。強度の近視で、眼鏡をかけている。
どちらかというとさえない普通の少年だったが、葵に数学の教科書を貸してから、葵が気になっている。
手書きの文字は汚い。本人以外、判読は困難。
囲碁部に所属。ただし、あまり強くない。
市民プールや花火大会などで、葵たちとよく遭遇する。
体育大会では、ついに葵との二人三脚を体験。ただし「嫌なことは早く終わらせよう」と言ったところ、ぶっちぎりの1位に。
実は読者の応援を一身に集める、影の主人公。
近藤（こんどう）
直江のクラスメイトで親友の少年。直江と同じ囲碁部の所属で、よく直江といっしょに行動している。
4コマ目で彼が直江にツッコんでオチがつくのが、この4コマの密かなお約束となっている。
長らく名前が不明で、人物紹介では便宜上、直江の友達（親友、相棒）などと呼ばれていた。コミックス最終巻の書き下ろしで、ようやく苗字のみが判明した。
佐野 ユースケ（さの ゆーすけ）
後半から登場する、葵の幼なじみ。子供時代に葵にイジワルをして、葵を男性恐怖症にしてしまった張本人。
偶然に葵と再会してからは、何かと葵にちょっかいをかけて、直江をやきもきさせている。

## 主な舞台
橘高校（たちばなこうこう）
私立の高校。葵たちが通う。
男女共学だが、前年までは男子校だった。そのため、女子は1年生のみで人数が少なく、1クラスにまとめられている。
男子の制服はシンプルな黒の詰め襟。女子の制服は白のブラウスに黄色のベスト、赤いタイ、スカートは緑色のチェックで、靴下は紺色のソックス。
クラブ活動が比較的活発。サッカー部、体操部、水泳部、囲碁部、将棋部などがある。
保健室にはエアコンがついている。

## 書誌情報等

### 単行本
芳文社より「まんがタイムKRコミックス」として刊行されている。全3巻。
1. 第1巻（2006年3月14日発行） ISBN 4-8322-7565-8
2. 第2巻（2007年6月12日発行） ISBN 978-4-8322-7630-7
3. 第3巻（2008年5月12日発行） ISBN 978-4-8322-7799-1